# Biblioteca Foral de Bizkaia
La Biblioteca Foral de Vizcaya es una biblioteca ubicada en pleno centro del Ensanche de la ciudad de Bilbao e inaugurada en 2007.
Situada en la calle Diputación, junto a la Gran Vía de Don Diego López de Haro y justo detrás del Palacio de la Diputación Foral de Vizcaya, el edificio amplía la superficie de la antigua Biblioteca Foral de Vizcaya hasta los 10 000 m² mediante un contenedor acristalado de 6 plantas de altura y un bloque anexo de oficinas.
El conjunto de serigrafías sobre los vidrios del contendor reproducen, en 200 idiomas, textos significativos de diferentes culturas del mundo.

## Colecciones
Esta biblioteca aloja un total de 300 000 volúmenes, gran parte ellos son de libre acceso y pueden consultarse en sus salas.
Las colecciones están organizadas en cuatro plantas, siendo primera planta la más concurrida, puesto que posee un total de 9000 volúmenes a disposición del público y una sala de documentación con otros 2400 volúmenes de libre acceso.
La segunda planta está dedicada a la prensa, periódicos y revistas, aquí se aloja la hemeroteca con casi 4700 títulos.
Las obras de genealogía y heráldica están en la planta 3, mientras que en la cuarta planta hay una sala para investigadores, una colección de grabados y una sección cartográfica.
La biblioteca cuenta además con un fondo de reserva donde se incluyen 41 incunables y 624 manuscritos. El más antiguo de los incunables que posee la Foral de Vizcaya es el siguiente: 

Gerson, Johannes. De simonia ; De probatione Spirituum ; De eruditione confessorum ; De remediis contra recidivum peccandi (Colonia, c.1472).
INC-31 en la Colección de Biblioteca Foral

Destaca además la notable colección de (copias) de obras antiguas publicadas por imprentas vascas (siglos XVI a XVII).

## Historia
La colección original que funda la biblioteca proviene de una donación realizada por los herederos de Fidel de Sagarminaga, tras su fallecimiento en 1890, a la Diputación de Vizcaya. Se trataba de una notable biblioteca privada de 12000 volúmenes y debido a que la Diputación no contaba con un local adecuado para alojarla, se dispusieron temporalmente en la sede de la corporación, ubicada en la Plaza Nueva de Bilbao. Ese mismo año se había iniciado el proyecto de un palacio nuevo para la diputación que sí contemplaba en su diseño un espacio para biblioteca y archivo. Pero esta construcción tomó su tiempo, de modo que la inauguración de la primera biblioteca en la Gran Vía, en la nueva sede de la Diputación se realizó en 1900. Pimeramente se trató de un espacio ubicado en la planta superior y de difícil acceso. Siete años después se realizaron obras de ampliación, construyendo tres grandes salas para trasladar la biblioteca a la planta baja. Una de las salas estaba especializada en las obras vascas, mientras que las otras dos de carácter general.
Pronto el palacio de la diputación de Vizcaya se hizo muy pequeño y sus dependencias en general, incluidas las de la biblioteca, ya no daban abasto para una creciente complejidad administrativa y afluencia de público a los diversos servicios. En 1921 la Diputación encargó al arquitecto Juan Carlos Guerra un proyecto de adaptación de un edificio que había comprado en la parte posterior del Palacio (el cual había tenido diversos usos y destinos desde su construcción en el siglo XIX) para crear allí un «Archivo, Biblioteca e Imprenta Provincial».
La obra tardó más de lo planificado y enfrentó una serie de dificultades, entre otras, lograr que los ocupantes del edificio lo desalojaran (a mediados de 1924, el arquitecto Guerra no podía avanzar porque el Ateneo todavía no desocupaba las dependencias (se trasladó recién en enero de 1925 a su nuevo local en el Hotel Carlton), una situación similar ocurría con la Caja de Ahorros Provincial y el Cuerpo de Seguridad, que también estaban allí.
Finalmente, el 22 de agosto de 1929 se pudo inaugurar la nueva biblioteca y un año antes, el 27 de agosto de 1928, la Comisión de Archivos y Bibliotecas una nueva sede del Conservatorio Vizcaíno de Música en la parte posterior del edificio.
La colección de la biblioteca alcanzaba entonces la orgullosa cifra de 18 000 volúmenes y se encontraba catalogada y organizada en dos secciones (general y bascongada). Aparte de las secciones de estanterías, salas de catálogos, de administración y de lectura, desde un principio la biblioteca contó con un archivo histórico y salas para investigadores, donde podían dejar los materiales que estaban trabajando sobre las mesas y entregaban a la administración una llave de la cabina. Las nuevas dependencias tenían además un laboratorio de fotografía y una sección de encuadernación.
A mediados del siglo XX aumentó la afluencia de estudiantes, por lo que en 1965, se dispuso una sala amplia y luminosa para ellos, la que nuevamente se amplió en 1988, aprovechando las habitaciones que había ocupado la imprenta que se mudó en 1987. Aunque la nueva sala contaba con dos plantas y ese mismo año se trasladó también el archivo a un nuevo edificio (en la calle María Díaz de Haro), la biblioteca estaba muy pronto nuevamente colapsada, con serios problemas de espacio, además de necesitar una actualización, puesto que muchos de los servicios de información que prestaba estaban quedando obsoletos. Se dio curso entonces a una primera ampliación y renovación. Mas el incremento de los fondos bibliográficos y el crecimiento explosivo de la hemeroteca hicieron que las instalaciones de nuevo se vieran sobrepasadas por las necesidades. En respuesta, el 30 de octubre de 2003 se puso en marcha un proyecto de grandes proporciones para la ampliación y reforma total de las dependencias. Este proyecto, cuyo resultado es el actual edificio, estuvo a cargo de los arquitectos de IMB.